# GTV
GTV è una rete televisiva indonesiana, proprietà di Media Nusantara Citra.